# Didymictis
Didymictis is een geslacht van uitgestorven roofdieren behorend tot de Viverravidae. Dit zoogdier leefde tijdens het Laat-Paleoceen en Vroeg-Eoceen in Noord-Amerika.

## Fossiele vondsten
Fossielen van Didymictis zijn gevonden in de Amerikaanse staten Colorado, Montana, New Mexico, North Dakota en Wyoming en de Canadese provincies Alberta en Saskatchewan. De vondsten dateren uit de North American Land Mammal Ages Tiffanian, Clarkforkian en Wasatchian. Didymictis is met name bekend van fossielen uit de Willwood-formatie.

## Kenmerken
Didymictis had het formaat, de leefwijze en deels de bouw van een hedendaagse Aziatische civetkat. De schedel was lang en relatief groot. De poten waren middellang met elk vijf tenen. De bouw van de achterpoten komt overeen met die van hedendaagse carnivoren die zijn aangepast aan rennen, terwijl de voorpoten in een bepaalde mate zijn aangepast aan graven. De op de grond levende Didymictis had een gewicht van 3,9 tot 8,3 kilogram, bepaald op basis van de grootte van het opperarmbeen en dijbeen.